# Protathlema SEGAS (1907)
Protathlema SEGAS (1907) była 2. edycją Protathlemy SEGAS – najwyższej piłkarskiej klasy rozgrywkowej w Grecji. Liga skupiała tylko zespoły z Aten i okolic. W rozgrywkach wzięły udział 4 drużyny, grając systemem pucharowym. Tytuł obroniła drużyna Ethnikos Ateny. 

## Półfinały
- Akademaikon Gymnasterion – Panellinios GS 2-0
- Ethnikos Ateny – Piraikos Syndesmos 2-1

## Finał
- Ethnikos Ateny – Akademaikon Gymnasterion 2-1